# Willy Wonka
Willy Wonka és un personatge de ficció, propietari d'una fàbrica de xocolata i protagonista de dos llibres de Roald Dahl: Charlie i la fàbrica de xocolata i Charlie i el gran ascensor de vidre.

## Biografia

### Infància
Ni el personatge original de la novel·la ni el protagonista de Charlie i la fàbrica de xocolata tenien un passat oficial (tret del que l'avi Jordiel explica a en Charlie).
La versió de Tim Burton afegeix a la trama fragments de la infància del xocolater: Willy Wonka és el fill d'un dentista, el Dr. Wilbur Wonka (interpretat per Christopher Lee). L'obsessió del Dr. Wonka amb la higiene dental el porta a prohibir al seu fill menjar xocolata ni cap altre dolç. D'aquesta manera, el petit Willy Wonka pateix una traumàtica infància durant la qual és també forçat pel seu pare a portar un aparell a les dents. Finalment, Willy aconsegueix tastar la xocolata i comença a pensar en com millorar-la. Quan arriba a l'edat adulta, Wonka obre una botiga de dolços -de la qual l'avi Joe era empleat.
Molts crítics de cinema, especialment del The New York Times, opinen que aquesta subtrama de la infància de Wonka és massa freudiana i innecessària, i que s'allunya de la trama original de la novel·la de Dahl.

### Edat adulta
El Willi Wonka adult és una mica introvertit, sol distanciar-se de la gent i amaga la cara rere unes enormes ulleres (en la versió de Tim Burton). Venedor acomplit, arribà a la fama mundial desenvolupant productes impossibles: gelats que no es desfan, caramels que no perden el gust... Els seus dolços es tornaren tan populars i demanats que Wonka va haver d'obrir la seva pròpia fàbrica, a partir d'on fornir tot el món.
El príncep Pondicherry li demanà que li construís un palau completament de xocolata. Willy hi accedí viatjant-hi i concedint el desig del príncep. Tot fou construït de xocolata: els mobles, els adornaments, àdhuc l'aigua que corria per les canonades del palau eren de xocolata desfeta.
Tanmateix, uns altres xocolaters dits Slugworth i Fickelgruber, envejosos de la reeixida de Willy Wonka enviaren espies per a robar-li'n les receptes secretes. A causa d'això, Wonka va estar prop de la fallida, per això va acomiadar tota la plantilla de treball i tancà la fàbrica per sempre. Això va fer que desconfiés per sempre dels éssers humans, car havien temptat de prendre-li això que més s'estimava.
Willy sortí de viatge a la recerca de noulves sabors i acabà a Loompalàndia. És un misteri la localització exacta i es desconeix com hi arribà, però allà fou on trobà els Oompa Loompas -membres d'una tribu de Loompalàndia, obsessionats pel cacau-, fent un tracte amb ells els portà fins a la seva fàbrica on esdevingueren fidels treballadors, amb la qual cosa arribà a reengegar la fàbrica novament i continuar el seu somni.
Quan Wonka comença a sentir-se gran, s'assabenta que li cal un hereu i organitza una loteria per trobar-lo. Distribueix a l'atzar cinc bitllets daurats entre les seves rajoles de xocolata, prometent-hi una visita guiada per la fàbrica i un proveïment vitalici de xocolata per als cinc afortunats. Cinc nois troben els bitllets, entre els quals Charlie Bucket, i obtenen la visita per la fàbrica estrambòtica.
Willy Wonka els posa "trampes" que han de superar i així demostrar que serien dignes de ser-ne hereus, de l'imperi Wonka. En aquesta selecció a l'"atzar" que deixa molt a desitjar, car si es posa atenció es nota que cada noi té algun atribut del mateix Wonka. Mike Teavee (geni), Veruca Salt (obtenir sempre el que vol), Violet Beauregarde (competitivitat), Augustus Gloop (obsessió per la xocolata) i Charlie Bucket (el noi que tothom porta dins seu).
Com que Wonka ja es malfiava de bon primer, tots els nois, menys Charlie, resulten ser uns malcriats, i a causa del seu mal comportament van perdent-se a mesura que la visita avança. Quan ja només resta en Charlie, li confessa la seva vertadera intenció, la d'oferir-li la seva fàbrica, car prefereix deixar el càrrec a un nen en lloc d'un adult que qüestioni els seus estranys mètodes.
Essent el propietari de la seva fàbrica, Charlie ha d'abandonar tota la seva família i anar-se'n a viure a la fàbrica de Willy Wonka. Però, de debò la tria de Willy seria la bona? Malauradament, només hi ha dos llibres d'aquesta història. A la pel·lícula del 2005 Charlie accepta el tracte però amb dues condicions, que Willy visiti el seu pare i que la seva família visqui amb ell a la fàbrica, ja que, al principi Wonka no volia la família de Charlie a la fàbrica, però acaba cedint-hi. A la pel·lícula del 1971, Charlie ni tan sols s'hi repensa dos cops, ja que Willy Wonka li diu immediatament que els seus familiars hi són benvinguts.

## Filmografia
- 1971: Willy Wonka & the Chocolate Factory, pel·lícula dirigida per Mel Stuart, interpretada per Gene Wilder[3]
- 2005: Charlie i la fàbrica de xocolata, pel·lícula dirigida per Tim Burton, interpretada per Johnny Depp[4][5]
- 2023: Wonka pel·lícula dirigida per Paul King, interpretada per Timothée Chalamet.[cal citació]

## Curiositats
- A la pel·lícula de 2005 Charlie i la fàbrica de xocolata abans de Johnny Depp van haver molts candidats que el van rebutjar com Robert De Niro, Bill Murray, Christopher Walken, Robin Williams, Jim Carrey, Nicolas Cage, Will Smith, Brad Pitt, Dwayne Johnson, Michael Keaton, Ben Stiller, Adam Sandler, Patrick Stewart, Dustin Hoffman, Steve Martin, Mike Myers,  John Cleese, Michael Palin, Leslie Nielsen i Rowan Atkinson.[cal citació]

- A la pel·lícula de 2023 Wonka abans de Timothée Chalamet van haver molts candidats que el van rebutjar com Donald Glover, Tom Holland, Ryan Gosling i Ezra Miller.[cal citació]